# 박수근미술관
박수근미술관은 강원특별자치도 양구군 양구읍에 있는 미술관이다. 2002년 10월 25일에 화가 박수근의 생가에 건립되었다.

## 연혁
- 1997. 02. 10 박수근화백 기념사업 기본계획 발간
- 1998. 01. 20 강원의 얼 선양사업으로 선정
- 2000. 02. 28 박수근화백 심포지엄 개최
- 2000. 04. 14 박수근 선양사업 추진위원회 발족
- 2000. 11. 13 ~ 2001. 01. 12 양구군립 박수근 미술관 기본설계 공모, 이종호의 스튜디오 메타 설계안 당선
- 2001. 10. 26 양구군립 박수근 미술관 건립공사 기공식
- 2002. 04. 10 2002년 문화관광부 '이 달의 문화인물' 선정
- 2002. 10. 25 양구군립 박수근 미술관 개관
- 2002. 10. 25 ~ 2003. 02. 28 개관기념전 [박수근의 삶과 예술] 개최
- 2003. 03. 18 ~ 2003. 06. 29 박수근을 기리는 작가들展
- 2003. 08 ~ 2004. 04 박수근 삽화展
- 2004. 04. 24 ~ 2004. 08. 31 박수근과 그 시대 화가들展
- 2004. 10. 23 ~ 2005. 03. 31 고향으로 돌아온 박수근의 작품들展
- 2005. 05. 14 ~ 2005. 07. 10 박수근 40주기 기념전, 다시 봄이 오다展
- 2005. 11. 05 ~ 2006. 02. 26 박수근家 3대에 걸친 화업의 길展
- 2006. 03 ~ 2006. 05 박수근미술관 소장품展
- 2007. 06 ~ 2008. 02 박수근과 우리미술展
- 2008. 03. 14 ~ 2008. 08. 30 나목ㆍ집ㆍ사람들展
- 2008. 09 ~ 2009. 05 05 동행, 주호회와 박수근展

## 시설 현황
전시품은 박수근 유족이 기증한 미공개 스케치 50여 점과 수채화 1점, 판화 17점과 박수근이 직접 글을 쓰고 그린 동화책 《호동왕자와 낙랑공주》, 엽서 모음과 스크랩북, 생전에 사용하던 안경·연적, 편지와 도서 등 200여 점 외에 화가들이 박수근을 기려 기증한 작품 70여 점 등이다. 박수근이 직접 그린 수채화 1점을 제외하고 유화가 1점도 없는 것은 그의 작품값이 호당 1억 원을 웃돌아 구입하는 데 막대한 비용이 들기 때문이다.

## 관람 안내
- 관람시간: 09:00 ~ 18:00(관람시간 1시간전입장)
- 휴관일: 매주 월요일, 매년 1월 1일, 설날과 추석 오전 (월요일이 공휴일일 경우 화요일 휴관)